# محمد ولي بيك (درونغر)
محمد ولي بيك (بالفارسية: محمدولی بیک) هي قرية تقع في إيران في قسم درونغر الريفي. يقدر عدد سكانها بـ 149 نسمة بحسب إحصاء 2016.